# World Vision Kinderstudie
Die World Vision Kinderstudie ist eine von Kindheitsforscherin Sabine Andresen und der Sozialwissenschaftler Klaus Hurrelmann zusammen mit TNS Infratest Sozialforschung im Auftrag des evangelikalen World Vision Instituts für Forschung und Entwicklung 2010 zum zweiten Mal herausgegebene Studie zur Frage Wie geht es den Jüngsten in Deutschland? Sie soll ab 2010 alle vier Jahre erscheinen.
Für die Studie wurden 2500 Kinder im Alter von 6 bis 11 Jahren sowie deren Eltern befragt. Sie soll ein repräsentatives Bild von der Lebenssituation, den Wünschen, Bedürfnissen und Interessen der Kinder in Deutschland zeichnen.
Die World Vision Kinderstudien sind methodisch angelehnt an den Shell-Jugendstudien, die seit 1953 herausgegeben werden und an denen Klaus Hurrelmann ebenfalls beteiligt ist.

## 2007
Die World Vision Kinderstudie 2007 wurde am 24. Oktober 2007. von Kindheitsforscherin Sabine Andresen und Sozialwissenschaftler Klaus Hurrelmann zusammen mit TNS Infratest Sozialforschung herausgegeben. Es wurden 1600 Kindern im Alter von acht bis elf Jahren befragt.
Die Kinderstudie zeigte die Auswirkungen sozialer Unterschiede auf den Alltag schon im Kindesalter. Kindern aus den unteren Herkunftsschichten haben schlechtere Startchancen. „Sie werden in der Schule schlechter gefördert, sind häufiger auf sich allein gestellt, haben weniger Möglichkeiten bei der Freizeitgestaltung und sitzen als Folge mehr vor dem Computer und dem Fernseher.“ Insbesondere Jungs sind anfällig für hohen Medienkonsum.
Nur noch 70 Prozent der Kinder erlebten eine „klassische Kernfamilie“, wohnen also bei ihren miteinander verheirateten Eltern. Nur eine Minderheit von 42 Prozent lebt in einer Ein-Verdiener-Familie. Vor allem die Kinder von erwerbstätigen Alleinerziehenden (35 Prozent) und arbeitslosen Eltern (28 Prozent) beklagen, dass die Eltern zu wenig Zeit hätten. (Durchschnitt: 13 Prozent).
97 Prozent der Kinder schauten täglich fern. Nur 1 Prozent der Unterschichtkinder besucht ein Gymnasium, während 18 Prozent der Oberschichtenkinder dorthin gehen.

## 2010
Die World Vision Kinderstudie 2010 hat Klaus Hurrelmann aufgrund einer repräsentativen Befragung von 2500 Kindern eine Studie an sechs- bis elfjährigen Kindern erhoben.
Ergebnis war unter anderem, dass in hoch entwickelten Ländern junge Männer in allen Stufen des Bildungssystems im Sektor der schulischen Erfolge mehr und mehr zurückfielen. Hurrelmann forderte eine „gezielte Förderung von Buben in den Bereichen, in denen sie ihre Schwächen haben“. Er folgerte, dass es fundamentale Unterschiede in der natürlichen Disposition von Mann und Frau gäbe. „Männer würden beispielsweise ihre Umwelt „erobern“ wollen, während Frauen beispielsweise die besseren Netzwerkerinnen und Kommunikatorinnen seien.“
Der Sozialwissenschaftler Gunnar Heinsohn folgert aus der Studie, dass die Ein-Kind-Familie ein „in jedem Fall sehr belastetes Modell“ sei. Vermehrt träten hier Zuwendungsdefizite auf. Laut Studie beklagen 40 Prozent der Sechs- und Siebenjährigen, die mit nur einem Elternteil aufwachsen, dass ihre Eltern zu wenig Zeit für sie hätten. In Familien, in denen die Mutter Teilzeit arbeitet, sagen das nur zehn Prozent.
Sabine Andresen sieht das zentrale Ergebnis der Studie in der Entdeckung, dass die Chancen und Wahrnehmungen der Kinder in Deutschland in allen Lebensbereichen durch ihre Herkunft bestimmt werden.

## Publikationen
- Klaus Hurrelmann, Sabine Andresen: Kinder in Deutschland 2007: 1. World Vision Kinderstudie. Fischer 2007, Frankfurt, ISBN 3-596-17720-0, ISBN 978-3-596-17720-2.
- World Vision Deutschland (Hrsg.): Kinder in Deutschland 2010: 2. World Vision Kinderstudie, Fischer 2010, Frankfurt, ISBN 3-596-18640-4, ISBN 978-3-596-18640-2.